# Józef Chałasiński
Józef Chałasiński (ur. 17 lutego 1904 w Rudniku, zm. 5 grudnia 1979 w Warszawie) – polski socjolog, profesor i rektor Uniwersytetu Łódzkiego, członek rzeczywisty PAN (od 1952).

## Życiorys

### Dzieciństwo i wykształcenie
Był synem pisarza gminnego Michała i Józefy z Włodarskich. W czasie wojny polsko-bolszewickiej był członkiem wojskowej drużyny harcerskiej (1920). Kształcił się w gimnazjum im. Stefana Batorego w Lublinie, w 1923 podjął studia matematyczne na Uniwersytecie Poznańskim. Przeniósł się rok później na socjologię za namową Floriana Znanieckiego, którego poznał udzielając korepetycji synowi socjologa.

### Praca naukowa
W 1927 pod opieką Znanieckiego obronił na Uniwersytecie Poznańskim doktorat na podstawie pracy Wychowanie w domu obcym jako instytucja społeczna. Podjął następnie pracę na uczelni w charakterze adiunkta (od 1931 docenta, po przedstawieniu pracy Drogi awansu społecznego robotnika) w Katedrze Socjologii i Filozofii Kultury. W 1935 przeniósł się do Warszawy; pracował w Polskim Instytucie Socjologicznym, na Uniwersytecie Warszawskim (docent w Katedrze Socjologii i Historii Kultury), Państwowym Instytucie Socjologii Wsi (1936–1939 dyrektor), Wolnej Wszechnicy Polskiej (od 1937 profesor nadzwyczajny i kierownik Katedry Socjologii). W latach 1939–1940 był nauczycielem języka polskiego i historii Polski w szkole powszechnej w Dołce koło Sarn; lata 1940–1941 spędził we Lwowie jako pracownik Zakładu Narodowego im. Ossolińskich. Po powrocie do Warszawy ponownie związany z Polskim Instytutem Socjologicznym (1942–1944), po wojnie został jego przewodniczącym.
Jednocześnie w 1945 zaangażował się w prace nad utworzeniem Uniwersytetu Łódzkiego. Został profesorem zwyczajnym tej uczelni, stanął na czele Katedry Socjologii Ogólnej, potem Katedry Historii Filozofii i Myśli Społecznej (1950–1959), wreszcie I Katedry Socjologii (1959–1962). W latach 1949–1952 pełnił funkcję rektora Uniwersytetu. Był związany także z Zakładem Socjologii i Historii Kultury PAN (kierownik 1956–1958), Pracownią Zagadnień Społecznych i Kulturowych Afryki Współczesnej PAN (kierownik 1962–1974), a w 1966 powrócił na Uniwersytet Warszawski, gdzie kierował Katedrą Socjologii Kultury (do 1968), a następnie pozostawał pracownikiem naukowym Instytutu Socjologii do przejścia na emeryturę w 1974 r. W 1958 r. prowadził gościnne wykłady z socjologii kultury na University of California w Berkeley.
W 1949 członek Polskiego Komitetu Obrońców Pokoju, w 1952 członek prezydium Zarządu Głównego Towarzystwa Przyjaźni Polsko-Radzieckiej. W listopadzie 1949 został członkiem Ogólnokrajowego Komitetu Obchodu 70-lecia urodzin Józefa Stalina.

### Poglądy
Był uważany za kontynuatora myśli socjologicznej Floriana Znanieckiego. Zorganizował łódzki ośrodek socjologiczny, wypracował nowe metody badawcze. Wprowadził metodę pamiętnikarską i autobiograficzną do badań socjologicznych, zainicjował konkursy na pamiętniki chłopskie i robotnicze; opracował na tej podstawie 4-tomową pracę Młode pokolenie chłopów (1938), w której przedstawił kształtowanie się ruchów społecznych na wsi. Wprowadził do nauki i języka potocznego termin „awans społeczny”. Badał problematykę wychowania w ustrojach komunizmu i socjalizmu, a także szkolnictwo amerykańskie; interesował się rozwojem i kształtowaniem kultury amerykańskiej. Zainicjował w Polsce badania nad problematyką społeczną państw Afryki. W okresie stalinizacji nauki polskiej potępił przedwojenny dorobek polskiej socjologii, w tym swojego nauczyciela, Floriana Znanieckiego i poddał samokrytyce także własne prace. Aktywnie uczestniczył też w atakach na dziedzictwo szkoły lwowsko-warszawskiej. W połowie lat 50. domagał się odejścia od marksistowskich metod uprawiania nauki. Redagował pisma „Przegląd Socjologiczny” (1948–1979), „Przegląd Nauk Historycznych i Społecznych” (1950–1956), „Myśl Filozoficzna” (1951–1957), „Nauka Polska” (1953–1957), „Kultura i Społeczeństwo” (1957–1966, 1970–1979). W 1949 roku był delegatem Krajowej Rady Obrońców Pokoju na Kongres Obrońców Pokoju w Paryżu.

## Życie prywatne
Był ojcem chemika Grzegorza i fizyczki Katarzyny, profesorów Uniwersytetu Warszawskiego.

## Ordery i odznaczenia
- Order Sztandaru Pracy I klasy (22 lipca 1949)[7]
- Krzyż Komandorski z Gwiazdą Orderu Odrodzenia Polski
- Krzyż Komandorski Orderu Odrodzenia Polski (22 lipca 1951)[8]
- Krzyż Oficerski Orderu Odrodzenia Polski (19 sierpnia 1946)[9]
- Krzyż Kawalerski Orderu Odrodzenia Polski
- Złoty Krzyż Zasługi

### Nagrody i wyróżnienia
W 1948 został członkiem korespondentem PAU, w 1952 członkiem rzeczywistym PAN. W latach 1952–1958 był zastępcą sekretarza naukowego PAN, 1968–1971 sekretarzem Wydziału I PAN, od 1968 przewodniczącym Komisji Badań nad Pamiętnikarstwem PAN. Uniwersytet Łódzki nadał mu doktorat honoris causa. W 1967 został uhonorowany Nagrodą im. Włodzimierza Pietrzaka za całokształt pracy naukowej i publicystycznej, w 1974 Medalem PAN im. Mikołaja Kopernika.
Do jego uczniów zaliczano m.in. Antoninę Kłoskowską i Kazimierza Żygulskiego. W 1980 Tygodnik Kulturalny ufundował nagrodę jego imienia, przyznawaną w zakresie socjologii literatury, literatury faktu i działalności społeczno-kulturalnej.
Został pochowany na cmentarzu Wojskowym na Powązkach (kwatera B 39-2-7).

## Publikacje
Ogłosił ponad 700 prac naukowych, m.in.:
- Dewey jako pedagog demokracji (1927)
- Wielkość grupy społecznej a demokracja u Montesquieu (1927)
- Rodzina i szkoła a szersze grupy społeczne (1929)
- Wychowanie państwowe (1935)
- Parafia i szkoła parafialna wśród emigracji polskiej w Ameryce (1935)
- Tło socjologiczne pracy oświatowej (1935)
- Emigracja jako zjawisko społeczne (1936)
- Szkoła w społeczeństwie amerykańskim (1936)
- Klasa szkolna jako grupa społeczna (1938)
- Elementy socjologicznej teorii wychowania (1946–1947)
- Socjologia i historia inteligencji polskiej (1946)
- Socjologiczne założenia reformy wychowania (1946)
- Społeczna genealogia inteligencji polskiej (1946)
- Zasadnicze stanowiska we współczesnej socjologii polskiej (1946)
- O społeczny sens reformy uniwersytetów (1947)
- Społeczeństwo kapitalistyczne (1947)
- W sprawie studiów socjologicznych na uniwersytetach (1947)
- Społeczeństwo i wychowanie. Socjologiczne zagadnienia szkolnictwa i wychowania w społeczeństwie współczesnym (1948)
- Trzydzieści lat socjologii polskiej, 1918–1947 (1949)
- Przeszłość i przyszłość inteligencji polskiej (1958)
- The African Intelligentsia and the Birth of Nationalism in Black Africa (1961)
- Kultura amerykańska (1962)
- Społeczeństwo i szkolnictwo Stanów Zjednoczonych (1966)
- Kultura i naród (1968)

## Przekłady
- Bronisław Malinowski; Zwyczaj i zbrodnia w społeczności dzikich; Życie seksualne dzikich w północno-zachodniej Melanezji; Warszawa, PWN, 1984 (razem z Andrzejem Waligórskim).